# Курити
Курити (исп. Curití) — город и муниципалитет в северо-восточной части Колумбии, на территории департамента Сантандер. Входит в состав провинции Гуанента.

## История
Поселение, из которого позднее вырос город, было основано 10 марта 1670 года. Муниципалитет Курити был выделен в отдельную административную единицу в 1877 году.

## Географическое положение

Муниципалитет Курити

Город расположен в восточной части департамента, в горной местности Восточной Кордильеры, на расстоянии приблизительно 52 километров к юго-юго-востоку (SSE) от города Букараманги, административного центра департамента. Абсолютная высота — 1490 метров над уровнем моря.
Муниципалитет Курити граничит на севере с территорией муниципалитета Аратока, на северо-востоке — с муниципалитетами Сепита и Сан-Андрес, на востоке — с муниципалитетом Молагавита, на юго-востоке — с муниципалитетом Моготес, на юго-западе — с муниципалитетом Сан-Хиль, на западе — с муниципалитетом Вильянуэва, на северо-западе — с муниципалитетом Хордан. Площадь муниципалитета составляет 247 км².

## Население
По данным Национального административного департамента статистики Колумбии, совокупная численность населения города и муниципалитета в 2015 году составляла 11 899 человек.
Динамика численности населения муниципалитета по годам:
| 2005   | 2006   | 2007   | 2008   | 2009   | 2010   | 2011   | 2012   | 2013   | 2014   | 2015   |
| ------ | ------ | ------ | ------ | ------ | ------ | ------ | ------ | ------ | ------ | ------ |
| 11 464 | 11 502 | 11 546 | 11 595 | 11 643 | 11 688 | 11 730 | 11 771 | 11 819 | 11 864 | 11 899 |

Согласно данным переписи 2005 года мужчины составляли 50,3 % от населения Курити, женщины — соответственно 49,7 %. В расовом отношении белые и метисы составляли 99,9 % от населения города; негры, мулаты и райсальцы — 0,1 %.
Уровень грамотности среди всего населения составлял 86,5 %.

## Экономика
Основу экономики Курити составляют сельское хозяйство и добыча полезных ископаемых.
36,8 % от общего числа городских и муниципальных предприятий составляют предприятия торговой сферы, 29,7 % — промышленные предприятия, 29,5 % — предприятия сферы обслуживания, 4 % — предприятия иных отраслей экономики.

## Транспорт
К западу от города проходит национальное шоссе № 45А (исп. Ruta Nacional 45А).